# Комплекс Наполеона

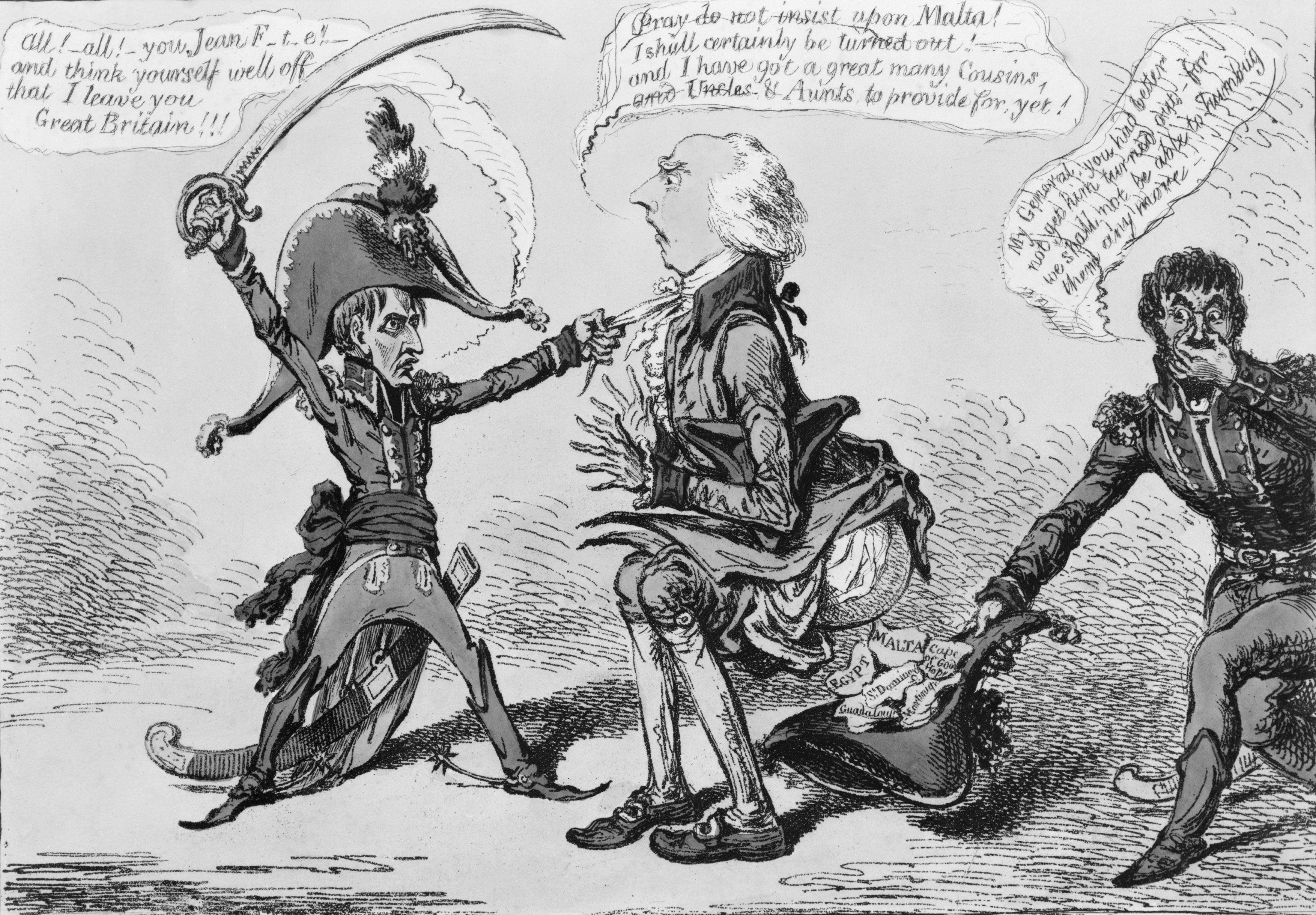
Британская карикатура, намекающая на малый рост Наполеона

«Комплекс Наполеона» — набор психологических особенностей, который приписывается людям небольшого роста. Характеризуется чрезмерно агрессивной манерой поведения, что предположительно является компенсацией недостатка роста. Известен также как синдром Наполеона  и синдром коротышки.
Назван в честь императора Франции Наполеона I. В массовой культуре принято считать, что Наполеон компенсировал свой небольшой рост стремлением к власти, войнам и завоеваниям. Согласно одной из версий, рост Наполеона составлял 157 см. По результатам вскрытия трупа бывшего императора, которое производил его личный врач Франсуа Карло Антоммарки, был документально зафиксирован рост Наполеона: 5 футов 2 дюйма (157,5 см). Вскрытие было подписано рядом британских врачей и на территории, принадлежащей британцам. Ситуацию осложняет неизвестность единицы измерения, поскольку британский и французский дюймы различаются. Кроме того, медицинская практика показывает, что длина тела умершего не соответствует росту при жизни.
В психологии комплекс Наполеона рассматривается как уничижительный социальный стереотип.